# Via Delapidata
41°05′17″ пн. ш. 5°42′13″ зх. д. / 41.088085° пн. ш. 5.703584° зх. д.

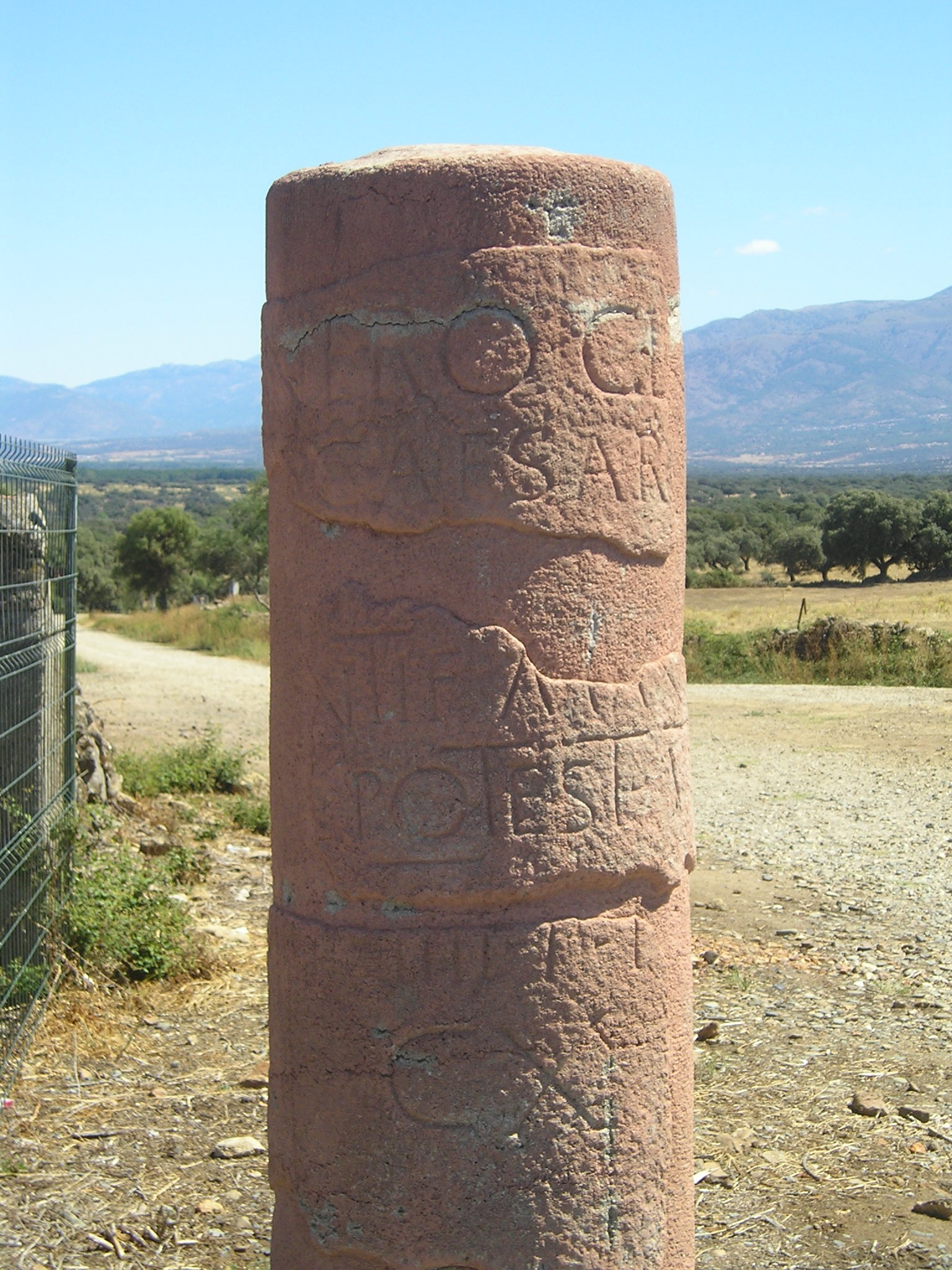
Міліарій Нерона поблизу міста Капарра (Cáparra), на північ від Касереса

Via Delapidata (ісп. Via de la Plata або Ruta de la Plata - Срібна дорога) — римська дорога на Іберійському півострові. Шлях використовується сучасними автострадами А-66 та АР-66, а також національною дорогою N-630 .
Дорога мала довжину 560 миль (близько 900 км) та пов'язувала міста Емерита Августа (лат. Emerita Augusta, зараз Мерида) та Астуріка Августа (лат. Asturica Augusta, зараз Асторга).
Збудована на місці колишньої фінікійської дороги в 73 році н.е. прокуратором провінції Тарраконська Іспанія Плінієм Старшим.